# Mistrzostwa Polski w Biathlonie 1989
23. Mistrzostwa Polski w biathlonie odbyły się w 1989 w Szklarskiej Porębie, w Jakuszycach. Rozegrano trzy konkurencje, bieg indywidualny mężczyzn na dystansie 20 kilometrów, bieg sprinterski na dystansie 10 kilometrów i sztafetę 4 x 7,5 km.

## Terminarz i medaliści
| Data | Konkurencja                | Złoto                                                                    | Srebro                         | Brąz                                                                        |
| 1989 | Bieg indywidualny mężczyzn | Piotr Pluta Górnik Wałbrzych                                             | Jerzy Gwoździk Dynamit Chorzów | Jan Ziemianin Turbacz Mszana Dolna                                          |
| 1989 | Bieg sprinterski mężczyzn  | Jan Ziemianin Turbacz Mszana Dolna                                       | Jan Wojtas Górnik Wałbrzych    | Krzysztof Sosna Dynamit Chorzów                                             |
| 1989 | Bieg sztafetowy mężczyzn   | Górnik Wałbrzych Dariusz Kozłowski Zbigniew Filip Jan Wojtas Piotr Pluta | ?                              | Dynamit Chorzów Adam Gawliczek Jerzy Gwoździk Marek Pawełek Krzysztof Sosna |